# Rivella

Logo

Rivella je nealkoholický nápoj pocházející ze Švýcarska. Vyrábí se z mléka a mléčné syrovátky, a proto obsahuje přísady, jako je laktóza, kyselina mléčná a minerální látky. Má nízký obsah oxidu uhličitého.

## Jméno
Název „Rivella“ byl inspirován obcí Riva San Vitale ve švýcarském kantonu Ticino a odvozením ze slova „rivelazione“, což italsky znamená „zjevení“.

## Varianty
| Nutriční hodnoty (pro 100 ml)   | Nutriční hodnoty (pro 100 ml) | Nutriční hodnoty (pro 100 ml) | Nutriční hodnoty (pro 100 ml) | Nutriční hodnoty (pro 100 ml) | Nutriční hodnoty (pro 100 ml) | Nutriční hodnoty (pro 100 ml) |
| Chuť                            | Roky výroby                   | Energie                       | Tuky                          | Sacharidy                     | Bílkoviny                     | Sůl                           |
| ------------------------------- | ----------------------------- | ----------------------------- | ----------------------------- | ----------------------------- | ----------------------------- | ----------------------------- |
| Rivella Červená                 | od roku 1952                  | 37 kcal                       | 0 g                           | 9 g                           | 0 g                           | 0,03 g                        |
| Rivella Modrá                   | od roku 1959                  | 7 kcal                        | 0 g                           | 1,5 g                         | 0 g                           | 0,03 g                        |
| Rivella Zelený čaj              | od roku 1999                  | 22 kcal                       | 0 g                           | 5 g                           | 0 g                           | 0,02 g                        |
| Rivella Refresh                 | od roku 2018                  | 21 kcal                       | 0 g                           | 5,2 g                         | 0 g                           | 0,02 g                        |
| Rivella Grapefruit              | od roku 2021                  | 19 kcal                       | 0 g                           | 4,7 g                         | 0 g                           | 0,02 g                        |
| Rivella Švýcarská máta          | od roku 2021                  | 19 kcal                       | 0 g                           | 4,7 g                         | 0 g                           | 0,02 g                        |
| Chutě stažené z oběhu           |                               |                               |                               |                               |                               |                               |
| Chuť                            | Roky výroby                   | Energie                       | Tuky                          | Sacharidy                     | Bílkoviny                     | Sůl                           |
| Rivella Žlutá                   | 2008–2011                     | 13 kcal                       | 0 g                           | 3,1 g                         | 0 g                           | 0,02 g                        |
| Rivella Broskev                 | 2014–2016                     | 35 kcal                       | 0 g                           | 8,4 g                         | 0 g                           | 0,03 g                        |
| Rivella Tropické mango          | 2016–2018                     | 35 kcal                       | 0 g                           | 8,4 g                         | 0 g                           | 0,03 g                        |
| Rivella Rebarbora               | 2014–2019                     | 35 kcal                       | 0 g                           | 8,4 g                         | 0 g                           | 0,03 g                        |
| Rivella Bez                     | 2019–2021                     | 35 kcal                       | 0 g                           | 8,4 g                         | 0 g                           | 0,03 g                        |
| Zdroj: Nutriční hodnoty Rivella |                               |                               |                               |                               |                               |                               |

## Historie
Rivella byla vytvořena Robertem Barthem v roce 1952 a od té doby se stala jedním z nejoblíbenějších nápojů ve Švýcarsku. Dodnes je však Rivella rodinným podnikem se sídlem v Rothristu. Má asi 270 zaměstnanců.
Vzhledem k nasycení švýcarského trhu se společnost Rivella SA pokusila roku 1999 o expanzi do Velké Británie a v roce 2004 do USA, ale oba pokusy selhaly, takže se společnost zaměřuje na sousední země. Asi 90 % zahraničního prodeje pochází z Nizozemska. Jde o 15 000 000 litrů ročně.